# Типос
Типос (греч. τύπος) — образец христианской веры, изданный императором Константом II в 648 году по совету константинопольского патриарха Павла II. Заставляя всех веровать согласно с бывшими пятью вселенскими соборами, император в типосе запрещал говорить как об одной, так и о двух волях. 
Православные христиане видели в типосе покровительство монофелитству, так как, с одной стороны, эта ересь не осуждалась, а с другой — запрещалось учить о двух волях в Иисусе Христе. Поэтому они продолжали борьбу. Папа Мартин I собрал в Риме большой собор (649 год), на котором осудил монофелитство, всех защитников его и типоса, и акты собора отправил в Константинополь к императору с требованием восстановить православие. Констант счёл такой поступок возмущением и поступил с Мартином жестоко. Участь другого защитника православия, Максима Исповедника, отказавшегося признать типос, была еще печальнее. 
После таких жестокостей восточные епископы принуждены были принять типос; западные не возражали против него.